# Чебурга
Чебурга́ — деревня в Тобольском районе Тюменской области России, входит в состав Кутарбитского сельского поселения.
В деревне пять улиц — Луговая, Новая, Центральная, Южная и Луговой переулок.

## Население
| 2010 |
| ---- |
| 247  |